# 1958년 미국 상원의원 선거
1958년 미국 상원의원 선거는 1958년 11월 4일 미국에서 치러진 상원의원 선거로, 불황의 영향으로 야당인 민주당이 압승하였다.

## 선거 결과
| 정당   | 선거결과 | 의석 수 |
| ------ | -------- | ------- |
| 민주당 | 29석     | 64석    |
| 공화당 | 7석      | 34석    |